# Право Европске уније
Право Европске уније, назива се још и европско право, чини збир свих прописа важећих у оквиру Европске уније.

## Извори европског права
Хијерархијски гледано, законодавство ЕУ уобичајено се дели на примарно и секундарно. Примарно законодавство у правном систему ЕУ је највишег ранга, а све остале правне норме темеље се и подређене су нормама примарног законодавства.
Примарно законодавство чине оснивачки уговори. Ту су укључени и сви додаци, протоколи, конвенције и изјаве уз поједине уговоре.
Секундарно законодавство чине правни акти институција ЕУ и међународни споразуми којима се уређују међусобни односи ЕУ и других међународних организација или трећих држава.
У изворе права ЕУ требало би убројити и судску праксу Европског суда.
Укупност правних прописа Европске уније збирно се се назива acquis communautaire (правне тековине ЕУ), а подељена је на 35 поглавља за потребе преговора о приступању (у преговорима за пето проширење ЕУ био је подељен на 31 поглавље).

### Оснивачки уговори
Када се говори о уговорима о оснивању (оснивачки уговори) мисли се на све међународне уговоре којима су основане Европске заједнице и Европска унија и на којима се темеље њихова овлашћења. Тим појмом обухваћени су и споразуми, односно уговори којма се мењају и/или допуњују оснивачки уговори. Ту спадају још и сви уговори о приступању.
Иако се о уговорима говори у множини, формалноправно постоји само један Уговор - Уговор о Европској унији (познатији као Уговор из Мастрихта), чији су саставни делови Уговор о Европској заједници и Уговор о Европској заједници за атомску енергију (тзв. Римски уговори) као и одредбе којима се регулишу надлежности из другог и трећег стуба ЕУ.
Оснивачки уговори су:
- Уговор о Европској заједници за угаљ и челик (Париски уговор) из 1951.
- Уговор о Европској економској заједници (Римски уговор) из 1958.
- Уговор о Европској заједници за атомску енергију (Римски уговор) из 1957.
- Уговор о спајању из 1965.
- Јединствени европски акт из 1986.
- Уговор о Европској унији (Уговор из Мастрихта) из 1992.
- Уговор из Амстердама из 1997.
- Уговор из Нице из 2001.
- сви уговори о приступању у чланство:
  - с Данском, Ирском и Уједињеним Краљевством из 1972.
  - с Грчком из 1979.
  - с Португалом и Шпанијом из 1985.
  - с Аустријом, Финском и Шведском из 1994.
  - с Кипром, Чешком, Естонијом, Летонијом, Литванијом, Мађарском, Малтом, Пољском, Словачком и Словенијом из 2003.
  - с Бугарском и Румунијом из 2005.
  - с Хрватском из 2011.

Уговор о Европској заједници за угаљ и челик (Париски уговор) био је један од извора примарног права све до половине 2002. године. Њиме је основана Европска заједница за угаљ и челик. Тај уговор је, за разлику од свих осталих набројених, био склопљен на 50 година, па су државе чланице одлучиле да не обнове уговор по истеку 2002. Европске надлежности које су биле утврђене тим уговором нису, међутим, нестале, већ су расподељене под постојеће Уговоре.
Ако буде усвојен Уставни уговор, његовим ступањем на снагу укинуће се досадашњи Уговори (Уговор о ЕУ и Уговор о ЕЗ-у), и биће замењени новим целовитим текстом. Уговор о Еуратому и даље ће остати на снази као засебан уговор.
| Европска унија - уговори, структура, историјски развој                                                                                                  | Европска унија - уговори, структура, историјски развој | Европска унија - уговори, структура, историјски развој | Европска унија - уговори, структура, историјски развој | Европска унија - уговори, структура, историјски развој | Европска унија - уговори, структура, историјски развој | Европска унија - уговори, структура, историјски развој |
| --- | ------------------------------------------------------ | ------------------------------------------------------ | ------------------------------------------------------ | ------------------------------------------------------ | ------------------------------------------------------ | ------------------------------------------------------ |
| |                                                        |                                                        |                                                        |                                                        |                                                        |                                                        |
| 1952. | 1958.                                                  | 1967.                                                  | 1993.                                                  | 1999.                                                  | 2003.                                                  | ?                                                      |
| |                                                        | EZ - Европска заједница...                             | Е В Р О П С К А У Н И Ј А (Е У )                       | Е В Р О П С К А У Н И Ј А (Е У )                       | Е В Р О П С К А У Н И Ј А (Е У )                       | Е В Р О П С К А У Н И Ј А (Е У )                       |
| Европска заједница за угаљ и челик (ЕЗУЧ) |                                                        |                                                        |                                                        |                                                        |                                                        |                                                        |
| | Европска економска заједница (ЕЕЗ)                     | Европска економска заједница (ЕЕЗ)                     | Европска заједница (ЕЗ)                                | Европска заједница (ЕЗ)                                | Европска заједница (ЕЗ)                                |                                                        |
| | ...Европске заједнице: ЕЗУЧ, ЕЕЗ (ЕЗ, 1993), Еуратом   | Правосуђе и унутрашњи послови                          |                                                        |                                                        |                                                        |                                                        |
| Полицијска и правосудна сарадња у кривичним предметима                                                                                                  | ...Европске заједнице: ЕЗУЧ, ЕЕЗ (ЕЗ, 1993), Еуратом   | Правосуђе и унутрашњи послови                          |                                                        |                                                        |                                                        |                                                        |
| Заједничка спољна и безбедносна политика (ЗСП) | ...Европске заједнице: ЕЗУЧ, ЕЕЗ (ЕЗ, 1993), Еуратом   |                                                        |                                                        |                                                        |                                                        |                                                        |
| Еуратом (Европска заједница за атомску енергију) |                                                        |                                                        |                                                        |                                                        |                                                        |                                                        |
| Париски уговор | Римски уговори                                         | Уговор о спајању                                       | Уговор из Мастрихта                                    | Уговор из Амстердама                                   | Уговор из Нице                                         | Европски устав                                         |
| |                                                        |                                                        |                                                        |                                                        |                                                        |                                                        |
| "СТУБОВИ ЕУ" - Европске заједнице (ЕЗ, Еуратом), Заједничка спољна и безбедносна политика (ЗСП), Полицијска и правосудна сарадња у кривичним предметима |                                                        |                                                        |                                                        |                                                        |                                                        |                                                        |

### Институционални акти
| Први стуб Европске заједнице                                                              | Други стуб Заједничка спољна и безбедносна политика              | Трећи стуб Полицијска и правосудна сарадња у кривичним предметима |
| Обавезујући акти: - уредбе - директиве - одлуке Необавезујући акти: - препоруке - мишљења | - заједничке стратегије - заједнички ставови - заједничке акције | - заједнички ставови - оквирне одлуке - одлуке - конвенције       |
|                                                                                           |                                                                  |                                                                   |